# Polymastia tropicalis
Polymastia tropicalis är en svampdjursart som beskrevs av Claude Lévi 1967. Polymastia tropicalis ingår i släktet Polymastia och familjen Polymastiidae.
Artens utbredningsområde är havet kring Nya Kaledonien. Inga underarter finns listade i Catalogue of Life.